# Feldbäckerei

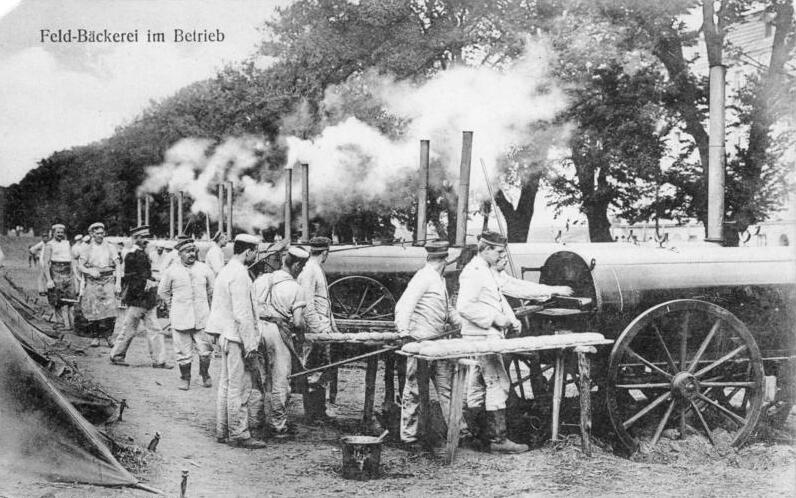
Feldbäckerei 1911

Feldbäckereien (lateinisch, teils auch Feldbackanstalt genannt) sind für die Truppenteile im Feld eingerichtete Bäckereien. Sie sind Bestandteil der Militärlogistik und dienen der Truppenverpflegung. Feldbäckereien wurden je nach Umfang in Truppennähe stationär eingerichtet oder mobil genutzt. Heeresbäckereien wurden dagegen an festen Standorten betrieben.

## Geschichte
Schon bei den römischen Legionen war als Nachfolger des Fladenbrotes das Soldatenbrot als „panis militaris“ bekannt, welches auch als Hartkeks hergestellt wurde. Die Brotherstellung im Felde war in Zeltgemeinschaften der Contubernium organisiert. Mit der Entwicklung größerer Heere wurde es notwendig, für die Versorgung des Militärs entsprechende Einrichtungen zu betreiben, deren Umfang und Mobilität an den Bedürfnissen und Beweglichkeit der jeweiligen Kriegsschauplätze ausgerichtet werden musste. Bei etlichen Armeen wurde die Größe und Leistungsfähigkeit der Feldbäckereien so bemessen, dass jeweils eine Division mit Feldbäckereien für ihren Bedarf versorgt werden konnte. Zur Organisation des Nachschubes wurden engmaschige Planungen der Staffeln des Mehlfuhrwesens, der Feldbäckereien und des Brotfuhrwesens erforderlich, die unter der Bezeichnung „Fünf-Märsche-System“ bekannt wurden.
Durch verbesserte Konservierungstechniken und wachsende Verkehrsleistung der Logistik wurden bereits im Zweiten Weltkrieg einige Bereiche der Feldverpflegung umgestellt. Dennoch hatten rund 550 Divisionen ihre eigenen Bäckerei- und Schlachterei-Kompanien. Kommissbrot konnte in Konservendosen oder später als Bestandteil von Einpersonenpackungen und Überlebensrationen verteilt werden. Feldbäckereien wurden weniger wichtig und sind beim Militär des 21. Jahrhunderts nur noch in geringem Umfang oder als Teil von Feldküchen vorhanden.

## Deutschland
In Deutschland war jedem Armeekorps eine Feldbäckereikolonne und jeder Etappeninspektion eine Reservebäckereikolonne mit Backöfen beigegeben. Die Feldbäckereikolonne hat auch das Nachtreiben und Schlachten des lebenden Viehes zu besorgen. Sie zählt fünf Fahrzeuge und neben dem militärischen und Aufsichtspersonal 100 Handwerker, wovon 78 Bäcker, neun Schlächter. Außerdem gab es Maurer die zur Errichtung der Backöfen eingesetzt waren. Die Feldbacköfen wurden nach denselben Grundsätzen wie gewöhnliche Backöfen, nur kleiner und leichter, gebaut. Die Feldbäckereien der neuern Zeit brachte Kaiser Karl V. in Aufnahme, der beim Ausbruch des Schmalkaldischen Krieges (1546) in Regensburg Getreidemagazine anlegte und Bäcker werben ließ. Mobile Feldbäckereien wurden dann in Preußen unter Friedrich dem Großen eingeführt.

### Deutsches Kaiserreich
Die Armee des Deutschen Reiches hatte für jedes mobile (also im Einsatz befindliche) Armeekorps eine Feldbäckereikolonne, die dem Train angehörte. Diese Kolonnen hatten die Aufgabe, Feldbäckereien aufzubauen und zu bewirtschaften sowie für die Bevorratung mit Backwerk wie Brot zu sorgen.
Dazu benutzte man so genannte Verwaltungsfahrzeuge (Vwf.) wie den Backofenwagen 90 und später die Weiterentwicklung den Fahrbaren Backofen Modell 97.

### Wehrmacht

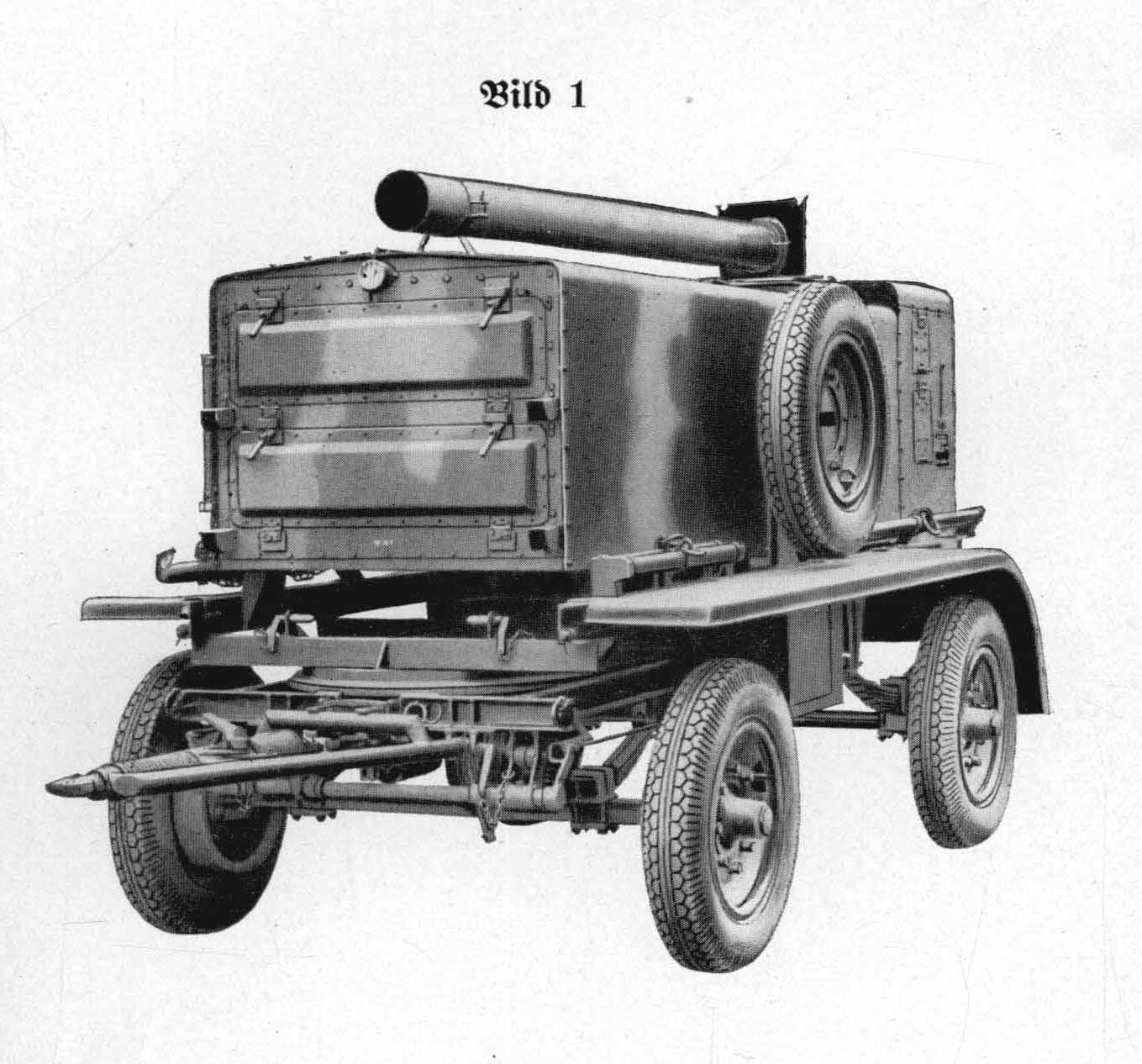
Sonderanhänger 106 Feldbäckerei der Wehrmacht

Die Wehrmacht führte ähnliche Fahrzeuge um die Truppen an der Front mit Brot versorgen zu können. Dazu zählten bespannte Anhänger, welche von Pferden gezogen wurden und Anhänger, die mit einer Zugmaschine gezogen wurden. „Jede der rund 550 Heeres-Divisionen hatte eine Bäckerei- und eine Schlachterei-Kompanie.“
- Zu den wichtigsten bespannten Fahrzeugen zur Brotherstellung bei der Wehrmacht gehörten die folgenden Verwaltungsfahrzeuge (kurz Vwf.): Vwf. 1 (Backofenwagen), Vwf. 2 (Teigknetwagen) und der Vwf. 3 (Kraftquellenwagen).
- Zu den wichtigsten Anhängern gehörten die folgenden Sonderanhänger (kurz Sd. Ah.): Sd. Ah. 35 (Teigknetanhänger), Sd. Ah. 105 (Backanhänger) und Sd. Ah. 106 (Backanhänger) und der Maschinensatz 220 Volt, 65 Kilowatt als Anhänger.

Bewegte sich das Armeekorps, so folgte die Feldbäckerei nach einiger Zeit nach. Beim Stillstand wurde die Feldbäckerei meist in Verbindung mit Magazinen errichtet und durch den Aufbau von Backöfen und Benutzung von Privatbäckereien und Brotfabriken leistungsfähiger gemacht.

### Nationale Volksarmee

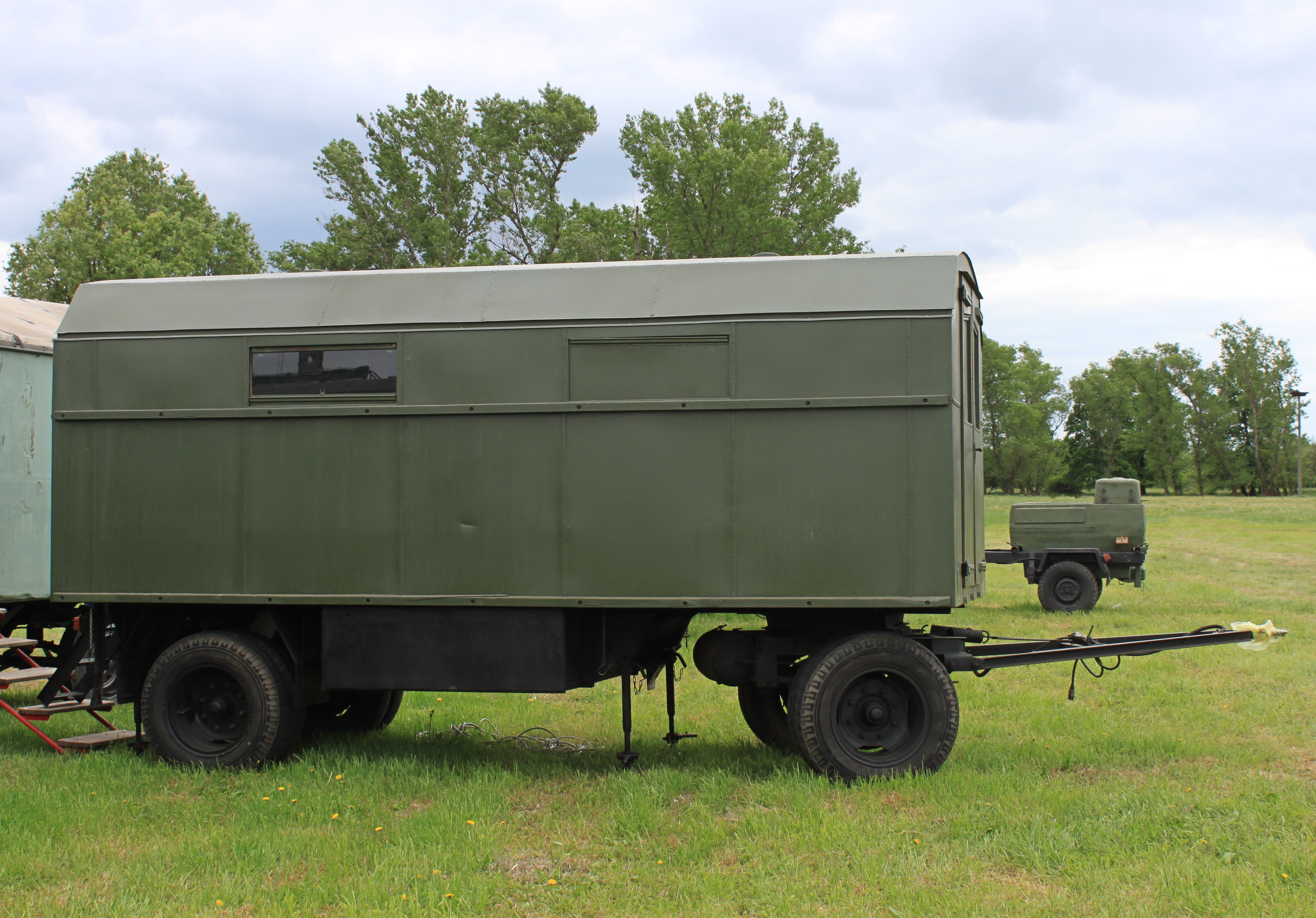
Feldbackofen (72-M) der NVA auf Anhänger HL 80.76

Bei der Nationalen Volksarmee waren mobile Feldbäckereien im Einsatz, die ebenfalls mit Teigknetmaschinen ausgestattet waren und Brote mit einer Haltbarkeit von bis zu einem Jahr herstellen konnten. Zunächst wurden ab 1952 in der Kasernierten Volkspolizei vorkriegsgefertigte Feldbackanlagen (FBA) der Firma Werner & Pfleiderer eingesetzt. Diese Firma produzierte bereits Feldbacköfen für die Wehrmacht des Typs Sd.Anh. 106. Die so eingeführten Öfen wurden als Ty 52 bezeichnet. Diese Ausstattung wurde 1956 durch die NVA übernommen. An einem Tag konnten 9600 Brote in den 5 Öfen gebacken werden, der Holzverbrauch lag dabei um die 20 Zentner.
1964 wurde eine Neuentwicklung, die FBA-mot 64, in Dienst gestellt. Diese Feldbackanlage stammte nun vollständig aus der DDR. 1972 wurde die Feldbackanlage zum Typ FBA-72 modernisiert. Letztmalig erfolgte eine Erneuerung der Ausstattung um 1982 mit der FBA-72M. Merkmal dieser, vollständig modernisierten Anlage waren Kofferanhänger vom Typ HL 80.76. Die Feldbäckereien blieben bis zur Auflösung der NVA im Einsatz.

#### Ausstattung
Pro Division der NVA gab es eine Feldbäckereieinheit. Der Fuhrpark der ersten Feldbackanlagen der NVA bestand noch größtenteils aus Zugfahrzeugen und Anhängern der Roten Armee als auch der Deutschen Wehrmacht bis 1945. Ab dem Jahre 1953 begann stückweise eine Modernisierung mit Fahrzeugen aus sowjetischer Produktion. Teigruheanhänger, Wassertankwagen und Gerätetransportanhänger sowie Stromerzeugeraggregate rundeten die Ausstattung ab. Später wurden auch Wasseraufbereitungsanlagen in die Einheit integriert. Im Zuge der Modernisierung wurden vor allem die Zugmaschinen und Anhänger mehrfach erneuert.

### Bundeswehr

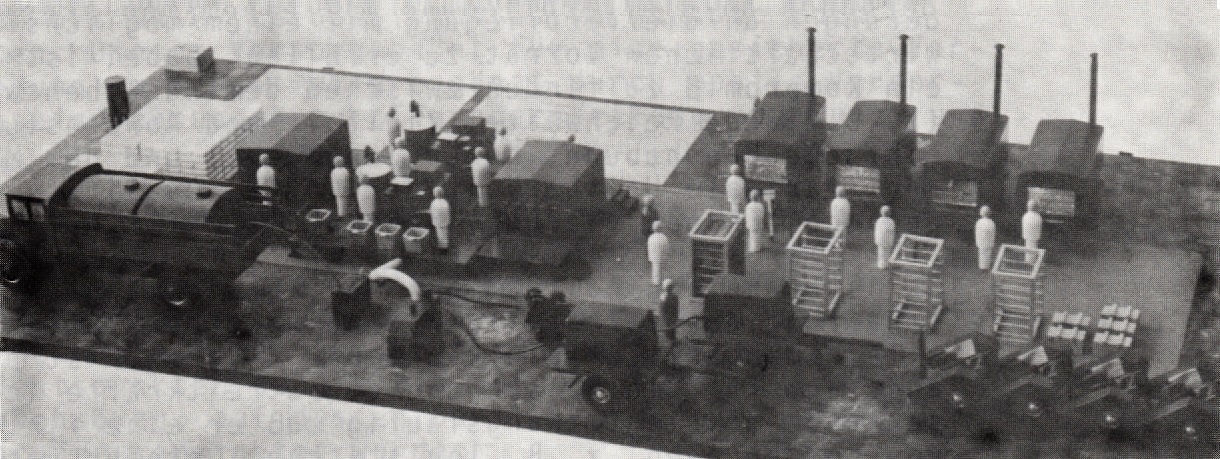
Maßstabsmodell einer Feldbäckerei der Bundeswehr

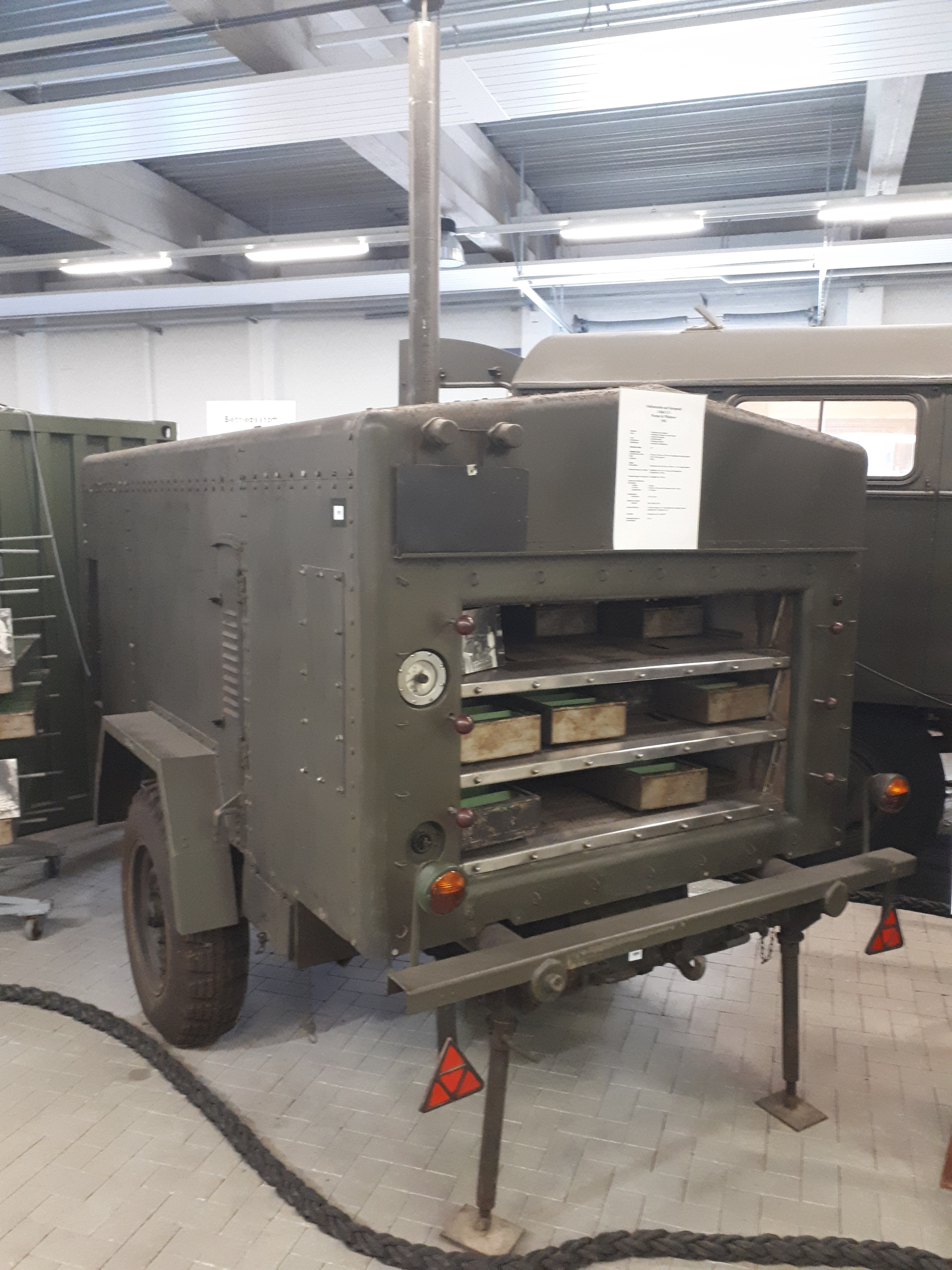
Feldbackofen auf Anhänger 2-Rad 1,5t in der Logistischen Lehrsammlung der Logistikschule der Bundeswehr

Bei der Bundeswehr wurden ab 1957 sogenannte „Bäckerei- und Metzgerei-Kompanien“ in Bremen, Koblenz und Ulm aufgestellt und mit dem Feldbackofen auf Anhänger 2-Rad 1,5 t ausgestattet. Diese Kompanien konnten jeweils rund eine militärische Division mit Brot und Fleischwaren versorgen. Im Vorgriff auf die Heeresstruktur 3 wurden 1967 bis 1968 diese Kompanien aufgelöst, aber sechs verbleibende Feldbäckereien in die Wehrbereichsverpflegungsämter integriert. Dort wurde regelmäßig Brot für den Verteidigungsvorrat gebacken, eingelagert und nach sechsmonatiger Einlagerung zum Verbrauch in die Truppe gegeben. Weitere 13 Feldbäckereien wurden langzeitkonserviert und eingelagert. Im Zuge der Bundeswehrumgliederungen der 2000er Jahre wurden die Feldbäckereien ausgemustert.

#### Ausstattung
Die Feldbäckereien der Bundeswehr waren selbstständige Arbeitseinheiten mit allen für die Brotherstellung erforderlichen Geräten. Ihre Backkapazität lag bei ca. 9.000 Broten à 1 kg in 24 Stunden. Dieses entspricht dem Bedarf von 18.000 Personen täglich. Alle sechs Feldbacköfen einer Feldbäckerei waren auf Anhängern 2-Rad 1,5 t montiert und damit verlegefähig.
Zu den Backverfahren wurden durch die Bundeswehr spezielle Rezepturen und Verfahren für eine ausreichende Frischhaltung entwickelt. In Folge wurde 1976 eine besondere, schimmelresistente Rezeptur entwickelt und die Lagerzeit auf ein halbes Jahr festgelegt. Man versuchte sich jedoch durchweg an längeren Lagerzeiten, gerade um diese mit den Lagerzeiten der Einmannpackungen zu synchronisieren.
Die Brotproduktion beschäftigte 1987 den Bundesrechnungshof und in Folge den Deutschen Bundestag. Bei den Soldaten fand das in Folie gepackte, langzeitgelagerte Brot, das regelmäßig in der Truppenverpflegung aufgebraucht werden musste, wenig Anklang. Auch Schimmel- und Milbenbefall waren zu beklagen. Der Bundesrechnungshof rügte zusätzlich die seiner Auffassung nach unwirtschaftliche Herstellung des Brotes im Vergleich zu marktverfügbaren Produkten. Die Bundesregierung hob in ihrer Gegendarstellung auf die notwendige Autarkie von gewerblichen Anbietern ab.

### Ziviler Bevölkerungsschutz
Beim deutschen Bevölkerungs- und Zivilschutz der Bundesrepublik Deutschland gab es keine Feldbäckereien. In Anlehnung an das erste Verpflegungskonzept der Bundeswehr gab es lediglich provisorische Veterinär-Züge für die Frischfleischversorgung. Man rechnete damit, in Krisenfällen nicht ausreichend von der Nahrungsmittelindustrie versorgt werden zu können. In der DDR wurden nach Austausch der ersten Generation der Feldbacköfen teilweise FBA-52 im zivilen Katastrophenschutz verwendet.